# Бремерхафен
Бремерхафен је град и морска лука у северозападној Немачкој. Заједно са већим градом Бременом, који се налази око 60 километара јужније, Бремерхафен чини савезну државу Бремен. 
Град се налази на источној страни ушћа реке Везер у Северно море. Подручград јеа представља енклаву државе Бремен у држави Доња Саксонија.

## Историја
Бремерхафен је основан 1827, иако су насеља на овом подручју постојала и знатно раније. Град Бремен је те године откупио територије око ушћа Везера од краљевине Хановер. Бремерхафен је тако постао друга лука Бремена. Град је напредовао као центар трговине и емиграције према Америци. Краљевина Хановер је 1845. основала ривалски град Гестеминде (од 1927. Везерминде) одмах поред Бремерхафена. Године 1939. Бремерхафен је уједињен са овим градом под именом Везерминде. 
Већи део града је уништен у Другом светском рату, али су луку савезниици намерно поштедели да би им служила након рата. Године 1947. град је постао део немачке савезне државе Бремен, и узео старо име Бремерхафен. 